# Resektion
Die Resektion ist eine operative Entfernung bestimmter Gewebeteile eines Organs oder auch eines Tumors. Das Wort „Resektion“ kommt aus dem spätlateinischen „resectio“ = das Abschneiden, bzw. „resecare“ = abschneiden, wegschneiden, (zu)rückschneiden.
Beispiele sind die Kolon-Resektion, also die Teilentfernung des Dickdarms, oder die Schilddrüsen-Teilresektion (Strumaresektion). Werden benachbarte Strukturen mitentfernt, so spricht man von einer En-bloc-Resektion.

## Begrifflichkeit
Im Deutschen wird Resektion (die „Wegschneidung“) meist abgegrenzt von der Ektomie (dem „Herausschneiden“) oder der Totalexstirpation (der Entfernung eines ganzen Organs, wie beispielsweise bei einer Gastrektomie, Hysterektomie oder Thyreoidektomie) und der Teil-Exstirpation.
Im gleichen Sinn bedeutet in der Zahnmedizin – insbesondere in der Endodontie – die Wurzelspitzenresektion eine Entfernung nur eines Teiles der Zahnwurzel (nämlich ihrer Spitze).
Durch moderne englisch-fachsprachliche Kommunikation werden manche scharfe Begriffstrennungen zunehmend verwischt. Im Deutschen war eine Magenresektion immer eine teilweise Organentfernung, die Gastrektomie hingegen eine totale, im Gegensatz zum Angloamerikanischen, wo von einer partial oder total gastrectomy oder stomach resection gesprochen wird. Daher wird auch im modernen deutschen Sprachgebrauch zunehmend von einer totalen oder partiellen Resektion gesprochen. Im eigentlichen deutschsprachigen Wortsinne gibt es jedoch keine oft so bezeichnete „Teilresektion“, da der Begriff der Resektion wie oben beschrieben ja schon den nur partiellen Charakter der Entfernung beschreibt und es sich andernfalls bei vollständiger Entfernung immer um eine „-ektomie“ handeln würde.

### Tumorresektion
Je nach Ziel und anatomischen Gegebenheiten können mehrere Arten von Resektionen durchgeführt werden.
- R0-Resektion (in sano): Entfernung im Gesunden
- R1-Resektion: Mikroskopische Tumoranteile bleiben erhalten (Diagnose durch Pathologie)
- R2-Resektion: Makroskopische Tumoranteile bleiben erhalten (Diagnose durch Chirurgie)
- En-bloc-Resektion: Entfernung mit benachbarten Strukturen

### Lungenresektion
Die Lungenresektion, erstmals 1881 durch Themistocles Gluck beim Hund und am Menschen erstmals im selben Jahr durch Carl Otto Block bei einer Tuberkulosekranken in Berlin, jedoch mit tödlichem Ausgang, vorgenommen, kann entweder anhand der anatomischen Grenzen oder atypisch erfolgen. Bei atypischen Resektionen oder Wedge-Resektionen werden die anatomischen Strukturen des zu entfernenden Lungenanteils nicht genau dargestellt, sondern einfach ein Klammernahtgerät verwendet, um den zu resezierenden Teil v-förmig oder tangential abzusetzen.
Anatomische Resektionen können anhand der anatomischen Begrenzungen von Lungenlappen oder der Lungensegmente erfolgen. Von einer einzelnen Segmentektomie bis zur Bilobektomie sind alle Abstufungen möglich.

### Magenresektion
Bei gutartigen und bösartigen Erkrankungen können Teile des Magens (zum Beispiel als Zweidrittel-Resektion oder Dreiviertel-Resektion) oder der ganze Magen entfernt werden.

### Andere Resektionsbeispiele
Um beispielsweise Sehnenverwachsungen an der Handinnenfläche, einen Knochenauswuchs im Schultereckgelenk oder den Fersensporn zu behandeln, kommen entweder minimalinvasive oder offene Operationen zur Anwendung. Gelenkresektionen, wie sie durch den auch Oberkieferresektionen beherrschenden Bernhard von Langenbeck häufig auf Schlachtfeldern vorgenommen wurden, hatte bereits der französische Chirurg Ambroise Paré nach Schussverletzungen ausgeführt.